# Martres-sur-Morge
Martres-sur-Morge is een gemeente in het Franse departement Puy-de-Dôme (regio Auvergne-Rhône-Alpes) en telt 498 inwoners (2004). De plaats maakt deel uit van het arrondissement Riom.

## Geografie
De oppervlakte van Martres-sur-Morge bedraagt 8,2 km², de bevolkingsdichtheid is 60,7 inwoners per km².
De onderstaande kaart toont de ligging van Martres-sur-Morge met de belangrijkste infrastructuur en aangrenzende gemeenten.

## Demografie
Onderstaande figuur toont het verloop van het inwonertal (bron: INSEE-tellingen).